# Edith Muriel Carlisle
Pour les articles homonymes, voir Carlisle (homonymie).
 (mai 2018).
Si vous disposez d'ouvrages ou d'articles de référence ou si vous connaissez des sites web de qualité traitant du thème abordé ici, merci de compléter l'article en donnant les références utiles à sa vérifiabilité et en les liant à la section « Notes et références ».
Edith Muriel Carlisle (1922-1987) est une nutritionniste et médecin américaine.

## Biographie
Elle devient professeur en nutrition à l'Université de Californie à Los Angeles. En 1972, elle réussit à prouver que l'oligo-élément silicium (Si) ou silice est essentiel pour l'homme, les plantes et les animaux, et est donc vital.